# گکوهای مخملی
گکوهای مخملی (نام علمی: Oedura) نام یک سرده از فروراسته گکووارگان است.